# Даду (округ)
Да́ду (урду ضلع دادو‎, англ. Dadu District, синдхи ضلعو دادو) — один из 23 округов пакистанской провинции Синд. Площадь — 19 070 км². Население по данным переписи 1998 года — 1 688 811 человек. Городское население — около 21 %. Ислам исповедуют 97,49 % населения; индуизм — 2,05 %; христианство — 0,37 %. На синдхи говорит 50 % населения округа; на сирайки — 43,33 %; на урду — 2,56 %; на панджаби — 1,88 %; на пушту — 1,17 %. Административный центр — город Даду.